# Marreta
Marretas.
- Commons
- Wikcionário

Marreta, malho ou martelo de forja é um martelo composto de uma base de ferro, fundido com pesos variados e um cabo, geralmente de madeira, longo e com uma cabeça de metal uniforme. É um objeto utilizado, principalmente, para quebrar. Devido ao seu tamanho, proporciona maior impulso do que outros martelos, e, devido ao seu peso, é frequentemente manejado utilizando-se ambas as mãos.